# Vizantea-Livezi
Vizantea-Livezi è un comune della Romania di 4 145 abitanti, ubicato nel distretto di Vrancea, nella regione storica della Moldavia. 
Il comune è formato dall'unione di 5 villaggi: Livezile, Mesteacănu, Piscu Radului, Vizantea Mănăstirească, Vizantea Răzășească.
La sede comunale è ubicata nell'abitato di VIZANTEA RAZASEASCA